# 島原市立第三中学校
島原市立第三中学校（しまばらしりつ だいさんちゅうがっこう）は、長崎県島原市梅園町にある公立中学校。略称「三中」（さんちゅう）。

## 概要
歴史
1947年（昭和22年）の学制改革（六・三制の実施）によって新制中学校として発足した。2012年（平成24年）に創立65年を迎えた。
校訓
「自主・友愛・意志・錬磨」
校章
中央に「三中」の文字（縦書き）を置いている。
校歌
作詞は島内八郎、作曲は伊藤英一による。歌詞は3番まであり、1番と3番に校名の「三中」が登場する。
校区
島原市の後に「北上木場町、南上木場町、白谷町、仁田町、天神元町、門内町、札の元町、大下町、新湊一丁目、新湊二丁目、浜の町、鎌田町、南安徳町、中安徳町、北安徳町、南崩山町、梅園町、船泊町、秩父が浦町、親和町」が続く地域。
小学校区は島原市立第五小学校

## 沿革
- 1947年（昭和22年）
  - 4月1日 - 学制改革（六・三制の実施）が行われる。
    - 島原市第五国民学校の高等科と青年学校の普通科が改組され、新制中学校「島原市立第三中学校」が設置される。

  - 4月16日 - 入学式を挙行。
  - 4月25日 - 始業式を挙行。青年学校4教室と島原市立第五小学校の2教室を借用し授業を開始。
- 1948年（昭和23年）
  - 4月16日 - 真光寺を借用し、2教室を設置。
  - 8月22日 - 育友会が発足。
- 1949年（昭和24年）9月18日 - 新校舎が完成し移転を完了。
- 1950年（昭和25年）- グラウンドを整備。
- 1958年（昭和33年）10月13日 - 中庭に池を設置。造園が完了。
- 1960年（昭和35年）3月15日 - 中庭の池に「考える人」を設置。
- 1961年（昭和36年）9月28日 - 2教室を増築。
- 1991年（平成3年）
  - 6月 - 普賢岳の大火砕流により緊急避難となる。また夏休みが1ヶ月前倒しで実施される。
  - 9月 - 島原市立第二中学校の校地に仮設校舎を建設し、授業を再開。
- 1996年（平成8年）- 普賢岳の噴火活動終息に伴い、仮設校舎から本校舎へ復帰を完了。

## アクセス
最寄りの鉄道駅
- かつて島原鉄道 島原鉄道線 「安徳駅」があったが、2008年（平成20年）4月1日に廃線となった。

最寄りのバス停
- 島鉄バス「三中前」

最寄りの幹線道路
- 国道57号 「島原市中木場」交差点

## 周辺
- 島原市立第五小学校
- 中木場保育園
- 安中幼稚園
- 島原市安中公民館
- 島原自動車学校

## 関連事項
- 長崎県中学校一覧